# Ondřej Vetchý
Ondřej Vetchý (ur. 16 maja 1962 w Igławie) – czeski aktor teatralny, filmowy i telewizyjny, dwukrotny laureat nagrody w Pilźnie 1996 i 1998.

## Życiorys
W 1984 roku ukończył praskie konserwatorium na wydziale muzyczno-dramatycznym.
Jego pierwszą rolą filmową była postać młodego diabła Janka Vraníka w jednej z najlepszych czeskich komedii fantasy Dušana Kleina Z diabłami nie ma żartów (S čerty nejsou žerty, 1984). Za rolę Dana, furiata i uwodziciela, który na skutek śmierci starszego brata staje się bardziej odpowiedzialny w dramacie Miloša Zábranskiego Dom dla dwóch (Dům pro dva, 1987) zdobył nominację do European Film Award. Był czterokrotnie nominowany do nagrody Czeskich Lwów; jako Bajnyš Zisovič w komediodramacie Zena Dostála W dolinie Goleta (Golet v údolí, 1995), za drugoplanową rolę grabarza Broža w komediodramacie muzycznym Jana Sveráka Kola (Kolja, 1996), za postać ojca Kvido w komedii Petra Nikolaeva Cudowne lata pod psem (Báječná léta pod psa, 1997) oraz jako František Sláma w melodramacie wojennym Ciemnoniebieski świat (Tmavomodrý svět, 2001) z udziałem Charlesa Dance.
Wystąpił na scenie m.in. w przedstawieniach: Vincent (1999) jako Vincent van Gogh w Divadlo Ungelt, Burzliwa wiosna (Bouřlivé, 2000) w roli Samsona Martina i Kennedy’ego Phillipsa w Divadlo Ungelt, Maska i twarz (Maska a tvář, 2002) jako hrabia Paolo Grazia, Impresario ze Smyrny (Impresário ze Smyrny, 2004) jako Carluccio oraz Pan Poduszka (Pan Polštář, 2005) Martina McDonagha jako Katurian.
W 2024 roku został odznaczony Medalem Za Zasługi I stopnia.

## Filmografia
- 2007: Butelki zwrotne (Vratné lahve) jako Řezáč młodszy
- 2005: Kawałek nieba (Kousek nebe) jako Rusnák
- 2004: Męska jazda (Pánská jízda) jako Stryj Artur
- 2004: Krew zaginionego (Krev zmizelého) jako Lubič
- 2004: Dusza jak kawior (Duše jako kaviár) jako Jan
- 2002: Dziewczątko (Děvčátko) jako István Dano
- 2002: Okrutne radości (Kruté radosti) jako Karol
- 2001: Ciemnoniebieski świat (Tmavomodrý svět) jako František Sláma
- 2001: Babie lato (Babí léto) jako Jára Hána
- 1999: Powrót utraconego raju (Návrat ztraceného ráje)
- 1999: Wszyscy moi bliscy (Všichni moji blízcí) jako stryj Max
- 1997: Cudowne lata pod psem (Báječná léta pod psa) jako ojciec Kvido
- 1996: Kola (Kolja) jako Brož, grabarz
- 1993: Proces (The Trial) jako Kaminer
- 1992: Czarni baronowie (Černí baroni) jako Kefalin
- 1991: Szkoła podstawowa (Obecná škola) jako Tramwajarz
- 1991: Marta i ja (Marta a já) jako Emil
- 1991: Opera żebracza (Žebrácká opera) jako Jack
- 1988: Nie bój się (Nebojsa) jako Ferko
- 1984: Jak poeci tracą złudzenia (Jak básníci přicházejí o iluze) jako Karabec
- 1984: Z diabłami nie ma żartów (S čerty nejsou žerty) jako diabeł Janek Vraník